# Нармер
Нармер (означає Лютий сом) — фараон 0 (або 1) династії Стародавнього Єгипту, який правив у XXXI-ХХХІІ ст. до н. е. Існує версія, за якою Нармер став об'єднувачем Верхнього і Нижнього Єгипту.

## Палетка Нармера
Ім'я Нармера відсутнє в царських списках, що дозволяє припускати різні версії щодо тотожності Нармера й інших історичних особистостей Давнього Єгипту. Деякі дослідники-історики ототожнюють його з Менесом, уважаючи засновником Першої династії в Єгипті, спираючись на знайдену в Ієраконполі у 1898 році знамениту «Палетку Нармера». Проте, знайдені в Ієраконполі палетка і булава, які прославляють Нармера, як переможця Нижнього Єгипту, дозволять уважати його попередником Менеса (Хор-Аха).

## Правління
Про правління Нармера відомо небагато, до наших днів дійшли тільки рельєфи і булава Нармера. Наприкінці правління сили набула цариця Нейтхотеп, що була матір’ю спадкоємця трону Хор-Ахи.

## Дивись також
- Список керівників держав 4 тисячоліття до н.е.